# Darkest Dungeon
Darkest Dungeon è un videogioco di ruolo appartenente al genere strategico a turni, con una componente roguelike, sviluppato dallo studio indipendente Red Hook Studios.
È stato pubblicato e distribuito per la prima volta il 19 gennaio 2016 per Microsoft Windows, Mac OS X e Linux tramite la piattaforma di distribuzione digitale Steam.
In seguito, il gioco è stato distribuito anche per console PlayStation 4 e PlayStation Vita, dal 27 settembre 2016.
Il giocatore è chiamato a prendere in mano le sorti di un'antica tenuta ereditata da un suo antenato morto da poco e a riportarla ai fasti di un tempo, estirpando il male che vi si è annidato a causa del comportamento del progenitore, colpevole di aver praticato oscura magia ed eseguito inquietanti esperimenti.
Per fare ciò, dovrà ristrutturare il paesino limitrofo alla tenuta e liberare la località da tutta una serie di mostri e creature maligne, servendosi di una schiera di eroi che arrivano in paese in cerca di occupazione. L'obiettivo finale del giocatore è quello di ripulire il Darkest Dungeon, il sotterraneo più profondo e pericoloso di tutta la proprietà.
Il gioco è caratterizzato da temi oscuri, macabri, deliranti, spiccatamente gotici e sfocianti nel genere horror, con l'elemento centrale della follia, derivante dall'esplorazione dei luoghi corrotti, che gradualmente influisce sul comportamento dei protagonisti, rendendoli sempre più difficili da governare per il giocatore.
Per la realizzazione del gioco, i temi trattati e il design delle creature, il team di sviluppo si è ispirato alle opere di Howard Phillips Lovecraft. Peculiarità del gioco, inoltre, è una voce narrante esterna, appartenente al defunto antenato del protagonista, che richiama dal passato sinistri episodi della propria vita, descrive con enfasi certe azioni dei protagonisti e, in generale, consiglia il giocatore durante l'azione. 

## Trama
Il giocatore riceve una lettera scritta da un suo sconosciuto parente a cui il gioco fa riferimento semplicemente come "l'Antenato". L'Antenato, venuto a conoscenza delle leggende che vogliono la tenuta come portale d'ingresso verso immensi poteri, e dopo aver sperperato la fortuna di famiglia nella ricerca di un modo per trovarlo, tramite una serie di scavi al di sotto di essa porta alla luce un antichissimo portale di pietra che riesce infine ad aprire per mezzo di un rituale e una vecchia reliquia.
Ciò, però, libera un antico potere la cui corruzione colpisce tutta la tenuta e il villaggio vicino, e porta alle soglie della follia l'Antenato. Disperato e in cerca di una via di fuga, ma desideroso altresì di riscattare il nome della sua famiglia recuperando il controllo della tenuta ed eliminando per sempre il male liberato, l'Antenato decide di affidare il compito al giocatore.
La lettera, scritta dall'Antenato poco prima di suicidarsi con un colpo di pistola, funge assieme da testamento e ultima confessione, avvertendo il giocatore dei fatti che hanno trasformato la tenuta da luogo florido e ricco a concentrato di morte e corruzione, e pregandolo di porre rimedio a tutto quell'orrore.

## Modalità di gioco
La tenuta e il relativo villaggio annesso rappresentano la zona principale del gioco, nella quale il giocatore ha la possibilità di reclutare nuovi eroi, potenziarli con nuove abilità ed equipaggiamento, curarli da malattie, stress e problemi di varia natura, e pianificare una nuova missione. Il gioco, infatti, avanza tramite missioni, che si svolgono nelle varie zone della tenuta. Le missioni segnano lo scorrere del tempo, occupando ognuna una settimana nel mondo di gioco. All'inizio di ogni missione, il giocatore crea una squadra di quattro elementi, scegliendo tra le file degli eroi a sua disposizione. Ogni eroe appartiene a una classe specifica, caratterizzata da tecniche particolari; le capacità combattive degli eroi possono essere potenziate tramite un sistema di upgrade. Come da tradizione del genere roguelike, in caso di morte non possono essere recuperati in alcun modo. 
Caratteristica chiave del gioco è lo stress, che aumenta mano a mano che i personaggi compiono azioni; superata una certa soglia, la tensione e il nervosismo sfociano in alcuni malus che rendono i personaggi problematici da gestire per il giocatore e ne possono, infine, decretare la dipartita. 
La tenuta presenta un villaggio limitrofo a essa. Le varie parti del villaggio possono essere potenziate tramite la spesa di cimeli possibili da trovare durante l'esplorazione.
L'esplorazione è organizzata a scorrimento orizzontale. I personaggi, rappresentati in due dimensioni, percorrono una stanza dopo l'altra perseguendo il loro obiettivo. Le stanze e il loro contenuto sono generati in maniera casuale. 
Gli incontri con le creature sono gestiti tramite un sistema a turni.

## Sviluppo e pubblicazione
Il Red Hook Studios, fondato nel 2013, nel febbraio 2014 è riuscito, tramite il sito di finanziamento collettivo Kickstarter, a procurarsi i fondi necessari per la creazione e lo sviluppo del gioco, arrivando a ottenere un budget a disposizione pari a 313.337 dollari, di gran lunga superiore alla cifra inizialmente stabilita di 75.000. Nel febbraio 2015, tramite la piattaforma Steam, è uscita una versione ad accesso anticipato del gioco che si è portata in prima posizione nella classifica dei prodotti più venduti su Steam. L'accesso anticipato è terminato il 19 gennaio 2016, con la distribuzione della prima versione definitiva del gioco.

## Espansioni

### The Crimson Court
Il 25 maggio 2017 è stata dichiarata la data di lancio della prima espansione di Darkest Dungeon, "The Crimson Court". È stata pubblicata il 19 giugno 2017 tramite Steam, ed è disponibile per Microsoft Windows, Mac OS X e Linux.
"The Crimson Court" aggiunge una nuova campagna al gioco, la nuova classe del "Flagellatore", nuove ambientazioni, nuovi nemici e la possibilità di costruire edifici, detti distretti, che diano vari bonus agli eroi del giocatore.

### The Shieldbreaker
Il 23 ottobre 2017 è stata annunciata sul twitter ufficiale di Darkest Dungeon l'espansione The Shieldbreaker., che è stata pubblicata su Steam il 26 ottobre 2017. Non è stata ancora tradotta completamente in italiano.
The Shieldbreaker dà accesso a un nuovo eroe, la "Frangiscudi"; inoltre, aggiunge nuovi nemici e un nuovo sfondo per le battaglie con essi.

## Recensioni
Alla sua uscita, Darkest Dungeon ha ottenuto molte recensioni positive. Su Metacritic ha ottenuto un punteggio pari a 84/100. Su Steam, la valutazione da parte degli utenti è "Molto positiva". The Escapist, che ha assegnato al gioco un punteggio pari a 4/5, dichiara che «Darkest Dungeon ucciderà i membri della tua squadra, ti farà impazzire e la tua casa di cura sarà un luogo stracolmo di eroi farfuglianti con il cervello in pappa. Eppure, allo stesso tempo, è così avvincente, gratificante e non farai a meno di tuffarti in nuove avventure.» IGN ha assegnato al gioco un 9.1/10 dicendo che «Darkest Dungeon è un gioco strategico e gestionale che porta la fortuna al suo punto di rottura.» PC Gamer ha dato al gioco un punteggio di 88% e riporta che si tratta di «Una reinvenzione meravigliosamente eseguita, brillantemente stressante del genere dungeon crawler basata sulla squadra. Darkest Dungeon sa essere molto divertente anche quando è crudele.» GameSpot gli ha assegnato un punteggio di 9/10 e dichiara che «Darkest Dungeon costringe il giocatore a seguire un tipo di strategia a lungo termine. Ti prepara a un grande incontro che metterà alla prova tutto ciò che hai imparato, così come la tua capacità di pianificare diverse settimane di gioco.»
La Red Hook Studios ha riferito che, una settimana dopo l'uscita del gioco, erano state vendute oltre 650.000 copie di Darkest Dungeon, comprese quelle dei sostenitori di Kickstarter e gli acquisti in accesso anticipato. Nel novembre del 2016, circa un mese dopo l'uscita delle versioni per PlayStation, Red Hook ha annunciato che il gioco avrebbe venduto più di un milione di copie su tutte le piattaforme. Nel dicembre del 2017 ne erano state vendute complessivamente 2 milioni in tutto il mondo.
Nel 2016 Darkest Dungeon è stato nominato ai premi Seumas McNally Grand Prize ed Excellence in Visual Art and Audio durante l'Independent Games Festival. È stato anche nominato al premio Most Fulfilling Community-Funded Game durante gli SXSW Gaming Awards del 2017. Ai National Academy of Video Game Trade Reviewers Awards 2017 il gioco ha vinto il premio Game, Original Role Playing, ed è stato nominato nella categoria "Performance in a Drama, Supporting" per la voce narrante del doppiatore Wayne June. Agli stessi NAVGTR Awards dell'anno successivo, il DLC The Crimson Court è stato nominato nelle categorie "Game, Franchise Role Playing" e "Performance in a Drama, Supporting" per l'interpretazione di June.

## Sequel
Il 26 ottobre 2021, sulla piattaforma di distribuzione Epic Games Store, è stato pubblicato, in accesso anticipato, il seguito ufficiale del gioco: Darkest Dungeon II. Il seguito è stato ufficialmente pubblicato l'8 maggio 2023 su Steam.